# Trastorn d'evitació/restricció de la ingesta d'aliments
El trastorn d'evitació/restricció de la ingesta d'aliments (ARFID, de l'anglès avoidant/restrictive food intake disorder), conegut anteriorment com a trastorn d'alimentació selectiva, és un tipus de trastorn alimentari en el qual les persones mengen només un repertori d'aliments extremadament reduït. Aquesta evitació es pot basar en l'aparença, l'olor, el gust, la textura, la marca, la presentació o una experiència negativa passada amb l'aliment, fins a un punt que pot comportar deficiències nutricionals o altres conseqüències negatives per a la salut.

## Signes i símptomes
Les persones amb ARFID tenen una incapacitat de menjar certs aliments. Els aliments “segurs” poden limitar-se a determinats tipus d'aliments i fins i tot a marques específiques. En alguns casos, les persones amb aquesta malaltia exclouran grups alimentaris sencers, com ara fruites o verdures. De vegades es poden rebutjar els aliments exclosos en funció del color. Alguns només els poden agradar els aliments molt calents o molt freds, els aliments molt cruixents o difícils de mastegar, els aliments molt suaus, o evitar les salses.
Tot i això, la majoria de les persones amb ARFID mantenen un pes corporal saludable o típic. No hi ha cap aparença exterior específica associada amb l'ARFID. Les persones que el pateixen poden tenir reaccions gastrointestinals a aliments adversos com ara arcades, vòmits o nàusees. Alguns estudis han identificat símptomes d'evitació social a causa dels seus hàbits alimentaris. La majoria, però, canviarien els seus hàbits alimentaris si poguessin.

### Causes
La determinació de la causa de l'ARFID ha estat difícil per la manca de criteris diagnòstics i definició concreta. Atenent a les causes, s'identifiquen diferents subcategories per a l'ARFID:
- Evitació basada en els sentits, on l'individu rebutja la ingesta d'aliments basant-se en l'olor, la textura, el color, la marca o la presentació.
- Falta d'interès per consumir el menjar o per tolerar-lo.
- El menjar s'associa a estímuls que provoquen por, desenvolupada a través d'una experiència negativa.
- L'anorèxia i la bulímia solen aparèixer en individus que pateixen ARFID.[5]

## Trastorns comòrbids

### Autisme
Els símptomes de l'ARFID es troben normalment en d'altres trastorns o neurodiversitats. Alguns tipus de trastorns d'alimentació es troben en el 80% dels nens que també tenen algun trastorn del desenvolupament. Molts nens amb ARFID presenten símptomes de trastorn obsessiu-compulsiu i autisme, tot i que generalment no compleixen tots els criteris diagnòstics. Els patrons estrictes de comportament i la dificultat per adaptar-se a les coses noves són símptomes habituals en pacients que es troben en l'espectre autista. Un estudi realitzat per Schreck a la Pennsylvania State University va comparar els hàbits alimentaris dels nens amb trastorn de l'espectre autista (TEA) i dels nens amb desenvolupament normal. Després d'analitzar els seus patrons alimentaris, va suggerir que els nens amb algun grau de TEA tenen un grau més alt d'alimentació selectiva i preferien aliments més calòrics com els fruits secs i els cereals integrals, fet que podria suposar un major risc per a problemes de salut com l'obesitat i altres malalties cròniques a causa de l'alt contingut en greixos i baix contingut de fibra.

### Trastorn d'ansietat
Les evitacions específiques d'aliments podrien ser causades per fòbies alimentàries que causen gran ansietat quan es presenta a la persona aliments nous o temuts. La majoria dels trastorns alimentaris estan relacionats amb la por de guanyar pes. Els que tenen ARFID no tenen aquesta por, però els símptomes psicològics i l'ansietat creada són similars. Algunes persones amb ARFID tenen pors com l'emetofòbia (por a vomitar) o por a ofegar-se, però això no és freqüent.

## Diagnòstic
Sovint, el diagnòstic es basa en una llista de criteris diagnòstics per comprovar si un individu presenta determinades conductes i característiques. Els clínics estudiaran la varietat d'aliments que consumeix un individu i el volum dels aliments acceptats. També avaluaran el temps que ha durat l'evitació o el rebuig d'aliments determinats i si hi ha algun problema mèdic associat, com la desnutrició. A diferència de la majoria de trastorns alimentaris, pot haver-hi una taxa més alta d'ARFID en els nois joves que en les noies joves.

### Criteris
La cinquena edició del Manual de diagnòstic i estadística dels trastorns mentals (DSM-5) va canviar el nom de trastorn de l'alimentació de la infància a trastorn d'evitació/restricció de la ingesta d'aliments i va ampliar els criteris diagnòstics. Anteriorment definit com un trastorn exclusiu per a nens i adolescents, el DSM-5 va ampliar el trastorn per incloure adults que limiten el seu menjar i es veuen afectats per problemes fisiològics o psicològics relacionats, però que no entren dins la definició d'un altre trastorn alimentari.
El DSM-5 defineix els següents criteris diagnòstics:
- Trastorn de la conducta alimentària i de la ingesta d'aliments, evidenciat per un o més dels fets següents: 
  - Pèrdua substancial de pes (o, en nens, absència d'augment de pes previst)
  - Deficiència nutricional
  - Dependència de nutrició enteral o complements dietètics
  - Interferències psicosocials significatives
- El trastorn no és a causa de la indisponibilitat d'aliments ni a normes culturals
- El trastorn no és causat per anorèxia nerviosa o bulímia nerviosa
- El trastorn no s'explicada millor per una altra afecció mèdica o trastorn mental

## Tractament

### Per adults
Amb el temps els símptomes de l'ARFID poden disminuir i acabar desapareixent sense tractament. Tanmateix, en alguns casos serà necessari un tractament ja que els símptomes persisteixen en l'edat adulta. El tipus de tractament més comú per a l'ARFID és la teràpia cognitiva-conductual. Treballar amb un professional pot ajudar a canviar les conductes més ràpidament del que solen desaparèixer sense tractament.
D'altra banda, també hi ha grups de suport per a adults amb ARFID.

### Per a nens
Els nens poden beneficiar-se d'un programa de tractament a quatre etapes basat en els principis de la dessensibilització sistemàtica. Les quatre etapes del tractament són el registre, la recompensa, la relaxació i la revisió.
- En l'etapa de registre, es recomana als nens que guardin un registre dels seus comportaments alimentaris típics sense intentar canviar els seus hàbits i els seus sentiments cognitius.
- L'etapa de recompensa comporta una dessensibilització sistemàtica. Els nens creen una llista d'aliments que potser els agradaria provar algun dia. Aquests aliments potser no són dràsticament diferents als de la seva dieta normal, sinó potser un aliment familiar preparat d'una altra manera. Com que l'objectiu és que els nens puguin provar nous aliments, els nens es veuen recompensats quan ho fan.
- L'etapa de relaxació és més important per a aquells nens que pateixen ansietat severa quan se’ls presenta aliments desfavorables. Els nens aprenen a relaxar-se per reduir l'ansietat que senten. Treballen una llista d'estímuls que produeixen ansietat i poden crear una història amb imatges i escenaris relaxants. Sovint aquestes històries també poden incloure la introducció de nous aliments amb l'ajuda d'una persona real o imaginària. Els nens escolten aquesta història abans de menjar nous aliments com una manera d'imaginar-se que participen en una amplia varietat d'aliments mentre es relaxen.[3]
- L'última etapa, de repàs, és important per fer un seguiment del progrés del nen. És important incloure tant sessions individualitzades amb el fill com amb el progenitor per tal d'obtenir una imatge clara de com avança el nen i de si funcionen les tècniques de relaxació.